# Eurovision Song Contest 1997
La quarantaduesima edizione dell'Eurovision Song Contest si è svolta presso il Point Theatre di Dublino, in Irlanda, il 3 maggio 1997.
L'edizione è stata organizzata per la settima volta dall'emittente irlandese Raidió Teilifís Éireann (RTÉ), che ha trasmesso l'evento dal vivo Eurovisione. I conduttori della serata sono stati Ronan Keating e Carrie Crowley. Il 18 aprile 2020, l'emittente ha deciso di pubblicare su YouTube per una settimana l'intera serata, trasmessa in diretta sul canale ufficiale dell'Eurovision Song Contest.
I vincitori furono Katrina and the Waves con Love Shine a Light per il Regno Unito, giunto alla sua quinta vittoria.

## Storia

### Organizzazione
Con la vittoria di Eimear Quinn con The Voice all'Eurovision Song Contest 1996, l'Irlanda fu invitata ad organizzare la manifestazione per la settima volta. L'emittente irlandese Raidió Teilifís Éireann (RTÉ) accettò l'incarico e selezionò nuovamente il Point Theatre di Dublino come sede dell'evento.
Viste le polemiche riguardanti il metodo di preselezione adottato l'anno precedente, l'Unione europea di radiodiffusione (UER) decise che le nazioni con il punteggio più basso nei precedenti cinque anni non avrebbero preso parte alla manifestazione, anche se ogni nazione esclusa per un anno avrebbe potuto partecipare all'edizione successiva.
Fu inoltre introdotto il televoto in Austria, Germania, Regno Unito, Svezia e Svizzera mentre l'anno successivo esso sarà espanso a tutti gli Stati partecipanti.

#### Produzione e presentazione
Nonostante iniziali discussioni con l'emittente britannica BBC, RTÉ produsse da sé l'evento che vide un particolare sforzo sulla cura della scenografia. Tra un'esibizione e l'altra furono mostrati messaggi pre-registrati di incoraggiamento verso i partecipanti pronunciati da diversi vincitori della manifestazione tra cui Céline Dion, Morten Harket, Johnny Logan e proiettati su un'imponente parete-schermo.

#### Logo
Il logo della manifestazione rappresenta un'arpa stilizzata, verosimile richiamo all'arpa di Brian Boru dello stemma irlandese.

### Partecipanti
Tra i paesi esclusi vi furono quindi Belgio, Finlandia, Romania e Slovacchia, mentre Israele annunciò che non sarebbe tornato a partecipare a questa edizione poiché la serata finale coincise con lo Yom HaShoah, il giorno dedicato al ricordo delle vittime dell'Olocausto. Tale ritiro permise alla Bosnia ed Erzegovina di partecipare, poiché altrimenti sarebbe stata esclusa in virtù dei suoi risultati negli anni precedenti. A ritornare invece furono Danimarca, Germania, Italia, Russia e Ungheria.

### Voto
Ogni paese premia con dodici, dieci, otto e dal sette all'uno, punti per le proprie dieci canzoni preferite.

## Stati partecipanti

Paesi partecipanti
Paesi che hanno partecipato in passato ma non hanno partecipato nel 1997

Paesi partecipanti
     Paesi che hanno partecipato in passato ma non hanno partecipato nel 1997
| Stato                   | Artista                     | Brano                    | Lingua     | Processo di selezione                                                             |
| ----------------------- | --------------------------- | ------------------------ | ---------- | --------------------------------------------------------------------------------- |
| Austria                 | Bettina Soriat              | One Step                 | Tedesco    | Interno                                                                           |
| Bosnia ed Erzegovina    | Alma Čardžić                | Goodbye                  | Bosniaco   | BH Eurosong 1997                                                                  |
| Cipro                   | Hara & Andreas Constantinou | Mana mou                 | Greco      | Finale nazionale, 18 febbraio 1997                                                |
| Croazia                 | E.N.I.                      | Probudi me               | Croato     | Dora 1997, 9 marzo 1997                                                           |
| Danimarca               | Kølig Kaj                   | Stemmen i mit liv        | Danese     | Dansk Melodi Grand Prix 1997, 1º marzo 1997                                       |
| Estonia                 | Maarja-Liis Ilus            | Keelatud maa             | Estone     | Eurolaul 1997, 15 gennaio 1997                                                    |
| Francia                 | Fanny                       | Sentiments songes        | Francese   | Interno                                                                           |
| Germania                | Bianca Shomburg             | Zeit                     | Tedesco    | Der Countdown läuft, 27 febbraio 1997                                             |
| Grecia                  | Marianna Zorba              | Horepse                  | Greco      | Interno                                                                           |
| Irlanda (organizzatore) | Marc Roberts                | Mysterious Woman         | Inglese    | Eurosong 1997, 9 marzo 1997                                                       |
| Islanda                 | Paul Oscar                  | Minn hinsti dans         | Islandese  | Interno                                                                           |
| Italia                  | Jalisse                     | Fiumi di parole          | Italiano   | Festival di Sanremo 1997, 22 febbraio 1997                                        |
| Malta                   | Debbie Scerri               | Let Me Fly               | Inglese    | Malta Song for Europe 1997                                                        |
| Norvegia                | Tor Endresen                | San Francisco            | Norvegese  | Melodi Grand Prix 1997, 8 febbraio 1997                                           |
| Paesi Bassi             | Mrs. Einstein               | Niemand heeft nog tijd   | Olandese   | Interno per l'artista; Nationaal Songfestival 1997 per il brano, 23 febbraio 1997 |
| Polonia                 | Anna Maria Jopek            | Ale jestem               | Polacco    | Interno                                                                           |
| Portogallo              | Celia Lawson                | Antes do adeus           | Portoghese | Festival da Canção 1997, 7 marzo 1997                                             |
| Regno Unito             | Katrina and the Waves       | Love Shine a Light       | Inglese    | The Great British Song Contest 1997, 9 marzo 1997                                 |
| Russia                  | Alla Pugacheva              | Primadonna               | Russo      | Interno                                                                           |
| Slovenia                | Tanja Ribič                 | Zbudi se                 | Sloveno    | EMA 1997, 22 febbraio 1997                                                        |
| Spagna                  | Marcos Llunas               | Sin rencor               | Spagnolo   | Interno                                                                           |
| Svezia                  | Blond                       | Bara hon älskar mig      | Svedese    | Melodifestivalen 1997, 8 marzo 1997                                               |
| Svizzera                | Barbara Berta               | Dentro di me             | Italiano   | Interno                                                                           |
| Turchia                 | Şebnem Paker                | Dinle                    | Turco      | Finale nazionale, 1º marzo 1997                                                   |
| Ungheria                | V.I.P.                      | Miért kell, hogy elmenj? | Ungherese  | Finale nazionale, 28 febbraio 1997                                                |

## Classifica
| N° | Stato                | Cantante                    | Brano                    | Punti | Posizione |
| -- | -------------------- | --------------------------- | ------------------------ | ----- | --------- |
| 01 | Cipro                | Hara & Andreas Konstantinou | Mana Mou                 | 98    | 5         |
| 02 | Turchia              | Şebnem Paker                | Dinle                    | 121   | 3         |
| 03 | Norvegia             | Tor Endresen                | San Francisco            | 0     | 24        |
| 04 | Austria              | Bettina Soriat              | One Step                 | 12    | 21        |
| 05 | Irlanda              | Marc Roberts                | Mysterious Woman         | 157   | 2         |
| 06 | Slovenia             | Tanja Ribič                 | Zbudi se                 | 60    | 10        |
| 07 | Svizzera             | Barbara Berta               | Dentro di me             | 5     | 22        |
| 08 | Paesi Bassi          | Mrs. Einstein               | Niemand heeft nog tijd   | 5     | 22        |
| 09 | Italia               | Jalisse                     | Fiumi di parole          | 114   | 4         |
| 10 | Spagna               | Marcos Llunas               | Sin rencor               | 96    | 6         |
| 11 | Germania             | Bianca Shomburg             | Zeit                     | 22    | 18        |
| 12 | Polonia              | Anna Maria Jopek            | Ale jestem               | 54    | 11        |
| 13 | Estonia              | Maarja-Liis Ilus            | Keelatud maa             | 82    | 8         |
| 14 | Bosnia ed Erzegovina | Alma Čardžić                | Goodbye                  | 22    | 18        |
| 15 | Portogallo           | Célia Lawson                | Antes do adeus           | 0     | 24        |
| 16 | Svezia               | Blond                       | Bara hon älskar mig      | 36    | 14        |
| 17 | Grecia               | Marianna Zorba              | Horepse                  | 39    | 12        |
| 18 | Malta                | Debbie Scerri               | Let Me Fly               | 66    | 9         |
| 19 | Ungheria             | V.I.P.                      | Miért kell, hogy elmenj? | 39    | 12        |
| 20 | Russia               | Alla Pugačëva               | Primadonna               | 33    | 15        |
| 21 | Danimarca            | Thomas Lægård               | Stemmen i mit liv        | 25    | 16        |
| 22 | Francia              | Fanny                       | Sentiments songes        | 95    | 7         |
| 23 | Croazia              | E.N.I.                      | Probudi me               | 24    | 17        |
| 24 | Regno Unito          | Katrina & The Waves         | Love Shine a Light       | 227   | 1         |
| 25 | Islanda              | Paul Oscar                  | Minn hinsti dans         | 18    | 20        |

12 punti
| N. | A           | Da                                                                                             |
| -- | ----------- | ---------------------------------------------------------------------------------------------- |
| 10 | Regno Unito | Austria, Croazia, Danimarca, Francia, Irlanda, Paesi Bassi, Russia, Svezia, Svizzera, Ungheria |
| 3  | Francia     | Estonia, Norvegia, Polonia                                                                     |
| 3  | Turchia     | Bosnia e Erzegovina, Germania, Spagna                                                          |
| 2  | Cipro       | Grecia, Islanda                                                                                |
| 1  | Estonia     | Italia                                                                                         |
| 1  | Grecia      | Cipro                                                                                          |
| 1  | Irlanda     | Regno Unito                                                                                    |
| 1  | Italia      | Portogallo                                                                                     |
| 1  | Malta       | Turchia                                                                                        |
| 1  | Russia      | Slovenia                                                                                       |
| 1  | Spagna      | Malta                                                                                          |

## Orchestra
Diretta dai maestri: Ray Agius (Malta), Don Airey (Regno Unito), Sinan Alimanovic (Bosnia ed Erzegovina), Dick Bakker (Paesi Bassi), Levent Çoker (Turchia), Pietro Damiani (Svizzera), Krzesimir Debski (Polonia), Régis Dupré (Francia), Lucio Fabbri (Italia), Jan Glæsel (Danimarca), Rutger Gunnarson (Russia), Curt-Eric Holmqvist (Svezia), Thilo Krassman (Portogallo), Szymon Kuran (Islanda), Geir Langslet (Norvegia), Stavros Lantsias (Cipro), Tarmo Leinatamm (Estonia), Anacreon Papageorgiou (Grecia), Mojmir Sepe (Slovenia), Peter Wolf (Ungheria) e Toni Xucla (Spagna). Le canzoni austriache, irlandesi, tedesche e croate non hanno utilizzato l'accompagnamento orchestrale.

## Sistema di relegazione (1993-1997)
I 18 paesi con la media punti più alta tra il 1993 e il 1997, partecipano all'Eurovision Song Contest 1998, oltre al paese ospitante (il Regno Unito).
| Posizione | Nazione     | Media dei punti |
| --------- | ----------- | --------------- |
| -         | Regno Unito | 121,4           |
| 1         | Irlanda     | 155,2           |
| 2         | Norvegia    | 91,6            |
| 3         | Francia     | 80,4            |
| 4         | Italia      | 79,5            |
| 5         | Malta       | 75,2            |
| 6         | Svezia      | 74,6            |
| 7         | Polonia     | 66,5            |
| 8         | Cipro       | 63,4            |
| 9         | Spagna      | 61,4            |
| 10        | Estonia     | 59,33           |
| 11        | Ungheria    | 54,67           |
| 12        | Croazia     | 54,2            |

| Posizione | Nazione              | Media dei punti |
| --------- | -------------------- | --------------- |
| 13        | Turchia              | 52,25           |
| 14        | Grecia               | 50,2            |
| 15        | Svizzera             | 47,5            |
| 16        | Portogallo           | 46              |
| 17        | Paesi Bassi          | 44,75           |
| 18        | Slovenia             | 42,25           |
| 19        | Germania             | 42,25           |
| 20        | Danimarca            | 42              |
| 21        | Russia               | 40              |
| 22        | Austria              | 39,6            |
| 23        | Islanda              | 38,2            |
| 24        | Bosnia ed Erzegovina | 23              |